# Massa battente

Schema di funzionamento, della massa battente, nella sua forma più semplice con un calibro .22 Short.

Massa battente o anche chiusura labile a massa, è un sistema di funzionamento del meccanismo di carica e scarica delle armi da fuoco automatiche, che sfrutta l'energia di rinculo in modo molto semplice, e fa parte dei vari azionamenti utilizzati nelle armi da fuoco automatiche e semiauto per estrarre il bossolo dalla camera di scoppio, inserirvi una nuova cartuccia carica, ed essere pronte a sparare di nuovo.
Questo sistema è utilizzato principalmente in armi con munizioni meno potenti, quindi con calibri più piccoli (tipo il .22), ma non è una regola (ad esempio la Pistola Isard).

## Funzionamento

### Principio
Il sistema a massa battente si caratterizza per l'assenza di un meccanismo che renda la canna solidale all'otturatore (da cui il nome di "chiusura labile"): la chiusura è assicurata solo dalla molla di recupero dell'otturatore e dall'inerzia della massa dell'otturatore stesso. La molla ha anche, ovviamente, la funzione di far ciclare l'arma mandando in chiusura l'otturatore stesso spingendolo verso la canna (insieme con la cartuccia) in fase di caricamento.
La pressione dei gas, sprigionati dalla combustione della polvere contenuta nella cartuccia precedentemente sparata, deve quindi solo vincere la forza della molla e l'inerzia dell'otturatore.
Il termine "chiusura labile" indica genericamente il tipo di azione in cui il percussore è separato dall'otturatore e dotato di molla propria. Queste armi sparano ad otturatore chiuso, quindi la cartuccia è alloggiata nella camera di scoppio, con l'otturatore che vi poggia contro, e quando viene tirato il grilletto, si rilascia il percussore, che fa esplodere il colpo. La pressione del colpo preme contro l'otturatore, che si sposta indietro, espellendo il bossolo e caricando il percussore, poi l'otturatore si sposta nuovamente in avanti, caricando una nuova cartuccia. È principalmente usato in pistole semiautomatiche cameranti munizioni poco potenti, come il .380 ACP.

Il termine "massa battente" sta ad indicare la versione di questo sistema dove il percussore è ricavato direttamente dalla faccia dell'otturatore, e si muove con esso. Queste armi sparano ad otturatore aperto, cioè esso è bloccato in posizione aperta, e alla pressione del grilletto l'otturatore si sposta in avanti, camerando una cartuccia e sparandola subito dopo, così l'otturatore si sposta nuovamente indietro, espellendo il bossolo e fermandosi in posizione aperta.

### Limite
La tenuta stagna della camera di scoppio è assicurata dall'otturatore e dal contatto bossolo-canna; pertanto, se la pressione dei gas è eccessiva, l'otturatore si apre prima che il proiettile sia uscito dalla volata. Di conseguenza, questo sistema può essere usato solo in armi che sparano munizioni poco potenti, tipicamente pistole semiautomatiche, pistole mitragliatrici e mitra. Tuttavia esso ha il pregio di essere molto semplice, e quindi affidabile, il che ha contribuito a diffonderne l'uso, specialmente ai primordi delle armi automatiche portatili. Due esempi famosi sono il Thompson (dotato di un sistema di chiusura labile ad attrito, che sfruttava la frizione tra il carrello e un blocchetto di ottone per rallentarne la corsa) e il suo omologo italiano, il Beretta MAB 38.

### Migliorie

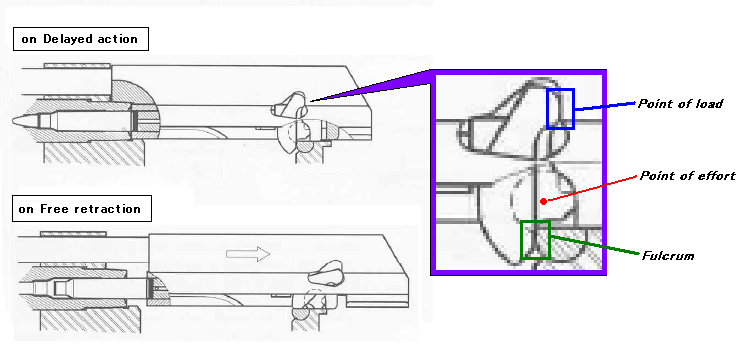
Il sistema di massa battente con ritardo a leva del FAMAS

Per poter sparare munizioni più potenti il sistema base è stato modificato in vari modi, con lo scopo di ritardare ulteriormente l'arretramento dell'otturatore in fase di sparo (en: delayed blowback). In questi sistemi i gas devono vincere altre forze, oltre alla molla e all'inerzia, le quali però (a differenza della molla) cessano o si riducono di molto allorquando il proiettile è uscito dalla volata.
Qui di seguito le modifiche del sistema base più usate:
- Ritardo a leva (en: Lever-delayed blowback), utilizzato nel fucile FAMAS;
- Ritardo a rullini (en: Roller-delayed blowback), utilizzato nel fucile Heckler & Koch G3;
- Ritardo a gas (en: Gas-delayed blowback), utilizzato nella pistola Heckler & Koch P7;
- Ritardo a vite (en: Screw delayed blowback) utilizzato nella fucile Thompson M1923 Autorifle;
- Ritardo a ginocchiello (en: Toggle delayed blowback), utilizzato nella mitragliatrice Schwarzlose;
- Ritardo ad anello (en: Chamber-ring delayed blowback), utilizzato nella pistola Seecamp;
- Primer contraccolpo azionamento (en: Primer actuated blowback), utilizzato nella fucile Postnikov APT;
- Esitazione bloccato, (en: Hesitation locked), utilizzato nella pistola Remington 51.

Per diminuire la lunghezza totale dell'arma, a volte nelle pistole semiautomatiche o pistole mitragliatrici è usato il meccanismo di massa battente arretrata, nel quale l'otturatore avvolge la camera di scoppio.